# وکرد
وکرد (به مجاری:  Vekerd) یک سکونتگاه مسکونی در مجارستان است که در هایدو-بیهار واقع شده‌است.

## خصوصیات
وکرد ۷٫۴۱ کیلومترمربع مساحت و ۱۵۴ نفر جمعیت دارد.